# Tadeo Gomez
 (mai 2016).
Si vous disposez d'ouvrages ou d'articles de référence ou si vous connaissez des sites web de qualité traitant du thème abordé ici, merci de compléter l'article en donnant les références utiles à sa vérifiabilité et en les liant à la section « Notes et références ».
Pour les articles homonymes, voir Gomez.
Tadeo Gomez (1902-1986) était un ouvrier spécialisé de Fender Musical Instrument Manufacturing Company à Fullerton dans les années 1950. Il est devenu célèbre parmi les musiciens et collectionneurs de guitares électriques, pour la grande qualité de son travail sur les manches qu'il fabriquait pour des instruments désormais devenus mythiques. Son habitude de signer ses manches de ses initiales « TG » ou « TAG » aide à authentifier et à dater les guitares de cette époque, et confère à ces modèles devenus hors de prix, une valeur supplémentaire.
Son nom apparaît sur des guitares fameuses comme la Strat « Blackie » d'Eric Clapton, la Strat de préproduction Miss Daisy ou la Strat de production Lady Rose.
Il quitta la société pour travailler chez Disney en 1957, puis revint temporairement chez Fender vers le milieu des années 1960, avant de partir définitivement.